# Détente
I Détente sono una band thrash metal statunitense, nata nel 1984 a Los Angeles fondata dalla cantante Dawn Crosby.

## Storia del gruppo

### Origini e primi demo
(Dawn Crosby intervistata da Bernard Doe sulla rivista Metal Forces, #19 - anno 1986)
Se Dawn Crosby fece parte della scena musicale già sul finire degli anni '70, militando in diverse band tra Los Angeles e San Diego, e nel 1983, durante la sua breve permanenza a Londra con i First Attack ed alcune band di punk rock tutte al femminile. Fu poi solo nel 1984 che, assieme a Dennis Butler, fondò i Détente reclutando i chitarristi Caleb Quinn e Ross Robinson, ed il bassista Steve Hochheiser che completarono la formazione originaria. Nello stesso anno i Détente pubblicarono il primo demo dal titolo First demo che conteneva già Shattered Illusions e Vultures in the Sky, per vedere di li a poco i primi problemi ed il temporaneo scioglimento della band. La band, fatto abbastanza nuovo per il thrash metal dell'epoca, aveva la caratteristica di aver inserito alla voce una donna, in un genere solitamente dominato da una prevalenza maschile.

### 1986-1988:Recognize No Authorityper la Restless Records
(Dawn Crosby intervistata da Bernard Doe sulla rivista Metal Forces, #19 - anno 1986)
Dopo essersi riuniti, la band entrò in contatto con la Roadrunner Records che nel 1986 produce e pubblica il loro primo album dal titolo Recognize No Authority. L'etichetta per l'occasione diede la produzione artistica dell'album nelle mani di Dana Sturm (Vinnie Vincent Invasion e Slaughter). I Détente proponevano così un metal fortemente influenzato dall'hardcore punk, con canoni vocali del tutto personali e lontani dalle peculiarità del genere. I testi erano prevalentemente di matrice politica inserendosi nella tradizione di band come D.R.I. e Corrosion of Conformity. Dopo l'uscita dell'album però cominciarono a sorgere problemi tra i membri della band: Ross Robinson e Steve Hochheiser furono i primi a lasciare la band per formare i Catalepsy ed i Détente si sciolsero di li ad un anno dopo aver pubblicato alcuni demo con Mike Calino degli Abattoir. Dopo lo scioglimento dei Détente e la recessione del contratto con la Roadrunner, Calino e Crosby fondarono i Fear of God che vennero scritturati dalla Warner Bros.

### 2008-2018: La reunion ed i nuovi dischi
Durante i primi anni 2000, anche grazie all'avvento del web, il disco dei Détente attirò l'attenzione dei fan del genere, divenendo pian piano un vero e proprio oggetto di culto. Nel 2007 la ristampa del loro primo album vide consolidare questo interesse con un buon numero di vendite dell'album e l'entusiasmo della critica per l'operazione. Fu così che nel 2008 la band annunciò la reunion per uno show al festival metal tedesco Headbangers Open Air. Nelle vesti di cantante si esibì Ann Boleyn, in sostituzione di Dawn Crosby, deceduta nel 1996 a causa degli eccessi di alcool e Juan García degli Agent Steel, in sostituzione di Mario Parillo, deceduto nel 2001.
Dopo la reunion la band pubblicò altri due nuovi album.

## Formazione

### Formazione attuale
- Ann Boleyn - voce (2008)
- Juan García - chitarra (2008)
- Caleb Quinn - chitarra
- Steve Hochheiser - basso
- Dennis Butler - batteria

### Ex componenti

#### Cantanti
- Dawn Crosby

#### Chitarristi
- Fred Rascon
- Mario Parillo
- Ross Robinson
- Michael Carlino

#### Bassisti
- Blair Darby
- George Robb (Agent Steel)

### Batteristi
- Rob Hunter
- Dennis Butler

## Discografia

### Album in studio
- 1986 - Recognize No Authority
- 2008 - History I
- 2010 - Decline

### Singoli ed EP
- 2018 - Human Condition

### Demo
- 1984 - First demo
- 1985 - Rehearsal '85
- 1985 - Shattered Illusions
- 1987 - Third demo
- 1988 - Fourth demo